# Mordovia Cup 2007
Il Mordovia Cup 2007 è stato un torneo di tennis facente parte della categoria ATP Challenger Series nell'ambito dell'ATP Challenger Series 2007. Il torneo si è giocato a Saransk in Russia dal 30 luglio al 5 agosto 2007 su campi in terra.

## Vincitori

### Singolare
Michail Kukuškin ha battuto in finale  Ivan Serheev con il punteggio di 6–3, 6–1

### Doppio
Antal Van Der Duim /  Boy Westerhof hanno battuto in finale  Aleksej Kedrjuk /  Uros Vico con il punteggio di 2–6, 7–6(3), [11-9]